# Bagrus docmak
Bagrus docmak es una especie de pez de la familia Bagridae en el orden de los Siluriformes.

## Morfología
• Los machos pueden llegar alcanzar los 127 cm de longitud total.

## Distribución geográfica
Se encuentran en África: ríos  Nilo,  Níger y  Senegal, y cuenca del lago Chad.